# Alexandra Kremer
Alexandra Kremer (* um 1959 in Köln; † 1999) war eine deutsche Triathletin, Europameisterin (1985) und mehrfache Deutsche Meisterin.

## Werdegang
Alexandra Kremer gewann die von der European Triathlon Union (ETU) im Juni 1985 erstmals ausgetragene Triathlon-Europameisterschaft in Immenstadt auf der olympischen Distanz. Bei der Erstaustragung betrugen die Distanzen 1,3 km Schwimmen, 40 km Radfahren und 12 km Laufen. Seither wurde diese Meisterschaft jährlich über 1,5 km Schwimmen, 40 km Radfahren und 10 km Laufen ausgetragen.
1985 in Schluchsee und erneut 1986 in Roth wurde sie Deutsche Meisterin auf der Triathlon-Mitteldistanz (2,5 km Schwimmen, 100 km Radfahren und 25 km Laufen).

Alexandra Kremer verstarb 1999 im Alter von 40 Jahren.

## Veröffentlichungen
- Martin Engelhardt, Alexandra Kremer: Triathlon perfekt : Technik, Training, Wettkampf BLV Verlag München, Wien, Zürich 1992 ISBN 978-3-405-13343-6

## Sportliche Erfolge
| Jahr          | Rang | Wettbewerb                                           | Austragungsort | Zeit     | Bemerkung |
| ------------- | ---- | ---------------------------------------------------- | -------------- | -------- | --- |
| 1990          | 1    | Viernheimer V-Card Triathlon                         | Viernheim      |          | Siegerin neben Lothar Leder (1,5 km Schwimmen, 46 km Radfahren und 10 km Laufen)                                                |
| 30. Sep. 1989 |      | ETU Long Distance Triathlon European Championships   | Rødekro        |          | Triathlon-Europameisterschaft auf der Langdistanz                                                                               |
| 1989          |      | Ironman Europe                                       | Roth           |          | Achte im Schwimmen und Drittschnellste beim Radfahren; auf verkürztem Kurs (2,5 km Schwimmen, 93 km Radfahren und 22 km Laufen) |
| 22. Juni 1986 | 1    | DTU Deutsche Meisterschaft Triathlon Kurzdistanz     | Roth           |          | Deutsche Meisterin |
| 21. Juni 1986 | 5    | ETU Middle Distance Triathlon European Championships | Brasschaat     | 04:43:21 | Europameisterschaft auf der Mitteldistanz                                                                                       |
| 1986          | 1    | DTU Deutsche Meisterschaft Triathlon Mitteldistanz   | Roth           |          | Deutsche Meisterin Mitteldistanz (2,5 km Schwimmen, 100 km Radfahren und 25 km Laufen)                                          |
| 27. Juli 1985 | 1    | ETU Triathlon European Championships                 | Immenstadt     | 03:06:02 | Triathlon-Europameister beim Allgäu Triathlon                                                                                   |
| 22. Juni 1985 | 1    | DTU Deutsche Meisterschaft Triathlon Kurzdistanz     | Schluchsee     |          | Deutsche Meisterin |
| 1985          | 1    | DTU Deutsche Meisterschaft Triathlon Mitteldistanz   | Schluchsee     |          | [ 5 ] |